# Герб на Пловдив
Гербът на Пловдив изобразява символите на града като географско разположение и историческо развитие – два лъва, седемте тепета, река Марица и крепостна стена.

## История

### Първи герб
1936 г., прочутият пловдивски художник Цанко Лавренов дава идея общината да организира конкурс за изработване първия герб на Пловдив. Две години по-късно, 1938 г., от трите одобрени проекта е избран за официален герб на града, изработения от Асен Дочев и Димитър Куманов. Тогава гербът струва 8 000 лв.
Гербът на Пловдив представлява щит със златен фон, символизиращ величество и богатство. Вълнообразната линия представлява река Марица. В левия ъгъл на фона на червено поле има един лъв, символ на храбростта на българския народ. Над тях има крепостна стена, която символизира историческия път на града.
С течение на времето гербът се променя, но основните символи остават същите.

### Настоящ герб
Съвременният герб на Пловдив е приет през 1997 г. с решение на Общинския съвет. Негов автор е художникът Ганчо Ганев.
Основните елементи остават същите – щита, цветовете и символите:
- крепостна стена. Пловдив е най-старият жив град в Европа и на 5-то място в света. Сред най-ценните архитектурни и исторически обекти са останки от древни епохи – тракийска, римска, византийска, османска.
- река Марица. Най-пълноводната река в България разделя града на две и от древни времена е тясно свързана с града на тепетата
- два лъва. Те символизират Съединението, чийто център е Пловдив. От едната страна има лъв с корона, изобразяваща Княжество България, а от другата има лъв без корона, изобразяващ Източна Румелия. * седемте тепета „Градът на седемте тепета“ – така е известен Пловдив. Днес тепетата са шест (едното е разрушено), но името си остава. Една от най-големите забележителности на града са шесте тепета: Небет, Джамбаз и Таксим (където днес е разположен Стария град), Сахат, Джендем и Бунарджика.

Графичният вариант на герба присъства като елемент в знамето на Пловдив, официалния печат на Община Пловдив, почетните отличия на град Пловдив и е задължителен елемент от официалната бланка за кореспонденция на Община Пловдив.
Пластичният вариант на герба се поставя:
- на фасадата на сградата на Община Пловдив
- в залата за провеждане на заседания на Общински съвет-Пловдив
- в кабинета на председателя на Общинския съвет-Пловдив
- в кабинета на Кмета на Община Пловдив и на районните кметове
- в ритуалните зали на Община Пловдив.